# Pio Campa
Pour les articles homonymes, voir Campa (homonymie).
Pio Campa (Florence, 16 décembre 1881 - Rome, 20 avril 1964)  est un acteur italien. Il a été marié à l'actrice Wanda Capodaglio.

## Filmographie partielle
- 1914 : L'Enquête (L'istruttoria) d'Enrico Guazzoni
- 1932 : Paradiso
- 1942 :
  - Les Deux Orphelines (1942)
  - Gelosia
- 1944 : La fornarina d'Enrico Guazzoni